# Samosir
Samosir (indonesisch Pulau Samosir) ist eine vulkanische Insel im Tobasee im Norden Sumatras. Sie ist mit 647 km² etwa so groß wie die Inseln Ibiza oder Singapur.
Mit Gründung des Regierungsbezirks (indonesisch Kabupaten) Samosir im Jahr 2003 ist die Insel in sechs Distrikte oder Unterbezirke (indonesisch Kecamatan) eingeteilt. Diese gliedern sich in 95 Dörfer (indonesisch Desa), davon haben sechs als indonesisch Kelurahan einen städtischen Charakter: Tuktuk Siadong (im Kec. Simanindo), Parhusip III und Sirumahombar (beide vom Kec. Nainggolan) sowie Pasar Pangururan, Pintu Sona und Siogung-Ogung (alle drei vom Kec. Pangururan). Letztgenanntes Dorf sowie Tanjung Bunga befinden sich aber nicht auf der Insel Samosir und finden daher in der folgenden Tabelle keine Berücksichtigung. Weiterhin gliedern sich die 93 Dörfer auf der Insel Samosir in 263 Weiler (indonesisch Dusun) und 17 Lingkungan.
| Kecamatan       | Einw. 2020 1 | Fläche 2 | Einw. 2022 3 | Dichte 4 |
| Simanindo       | 19.498       | 161,05   | 24.309       | 150,9    |
| Onan Runggu     | 10.329       | 066,78   | 11.237       | 168,3    |
| Nainggolan      | 11.849       | 071,31   | 13.174       | 184,7    |
| Palipi          | 16.087       | 153,52   | 19.095       | 124,4    |
| Ronggur Nihuta  | 08.356       | 088,35   | 10.065       | 113,9    |
| Pangururan      | 29.412       | 120,20   | 36.243       | 301,5    |
| Pulau Samosir00 | 92.309       | 649,51   | 110.761      | 170,5    |
Samosir ist die größte Insel in einem See auf einer Insel und hat selbst zwei kleine Seen. Bis zum Durchstich eines 20 Meter breiten Kanals (Terusan Tanah Ponggol) im Jahre 1906 war sie auf ihrer Westseite bei der Stadt Pasar Pangururan (Ende 2022: 2.353 Einw.) über eine niedrige, nur 200 m schmale Landenge mit dem Rest Sumatras verbunden.
Die meisten Bewohner sind Batak, es haben sich auch etliche Europäer angesiedelt, vorherrschende Religion ist das Christentum.
Von dem Hafenort Parapat am Festland gelangt man in ungefähr 30 Minuten mit dem Boot auf die Insel. Neben Personenfähren zu den Dörfern Tuk Tuk, Tomok und Ambarita gibt es eine Autofähre nach Tomok.
Seit den 1970er Jahren ist die Insel ein bevorzugtes Ziel von Rucksacktouristen. So ist besonders in Tuk-Tuk eine umfangreiche touristische Infrastruktur mit einer Vielzahl an Unterkünften und Restaurants entstanden.
Sehenswert sind der Friedhof von Tomok mit seinen fast 400 Jahre alten Steingräbern und den riesigen Banyan-Bäumen, das Dorf Ambarita auf der Ostseite von Samosir mit seinen typischen Häusern und einer Gerichtsstätte, ein noch gut erhaltenes Beispiel der Batak-Architektur und -Kultur sowie das Dorf Simanindo an der Nordspitze, in dem man ein sehr gut erhaltenes Batak-Haus, welches zu einem Museum umfunktioniert wurde, besichtigen kann und in dem Tanzveranstaltungen aufgeführt werden.

## Aktuelle Bilder

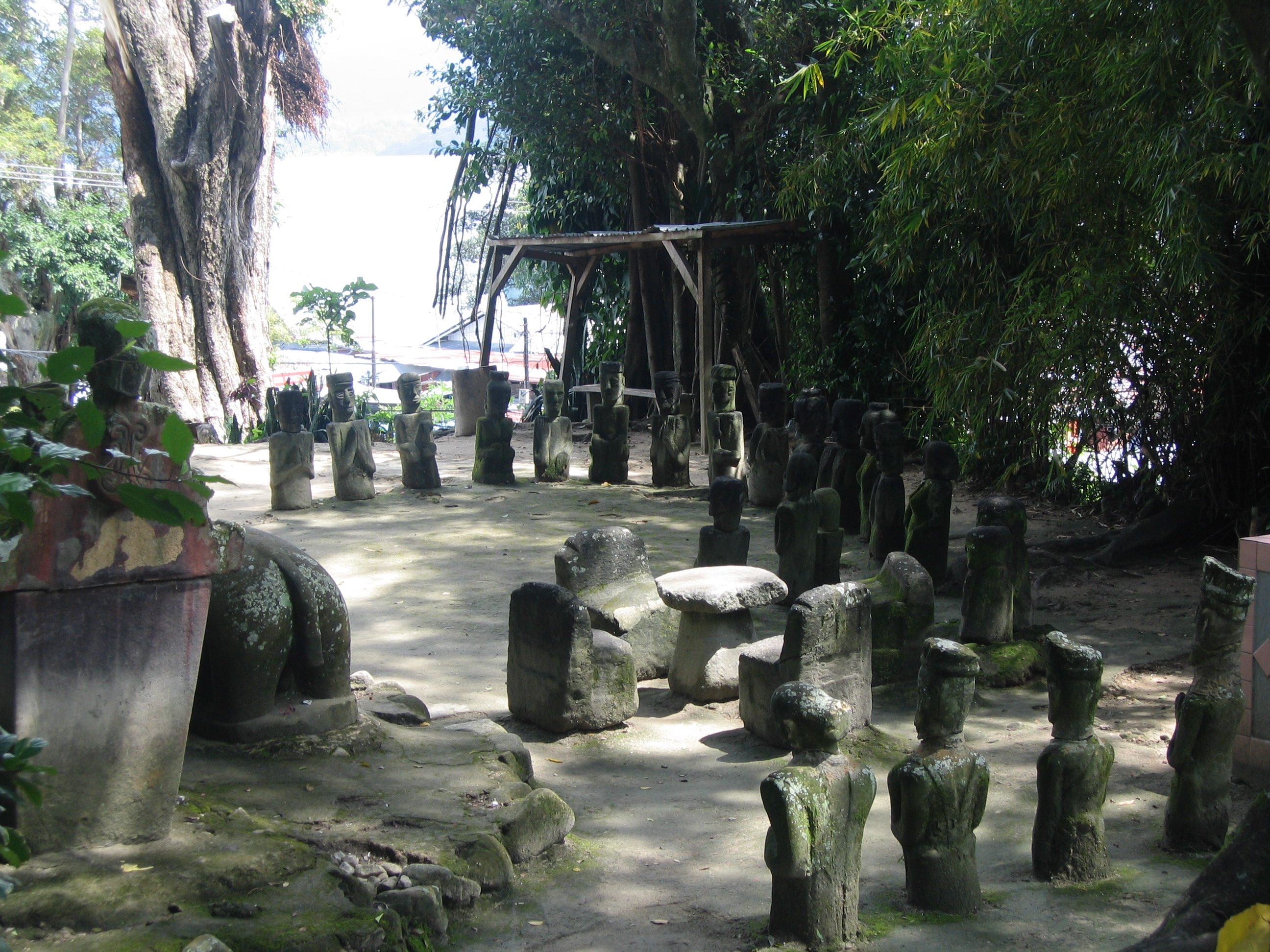
Gerichtsstätte der Batak bei Tomok
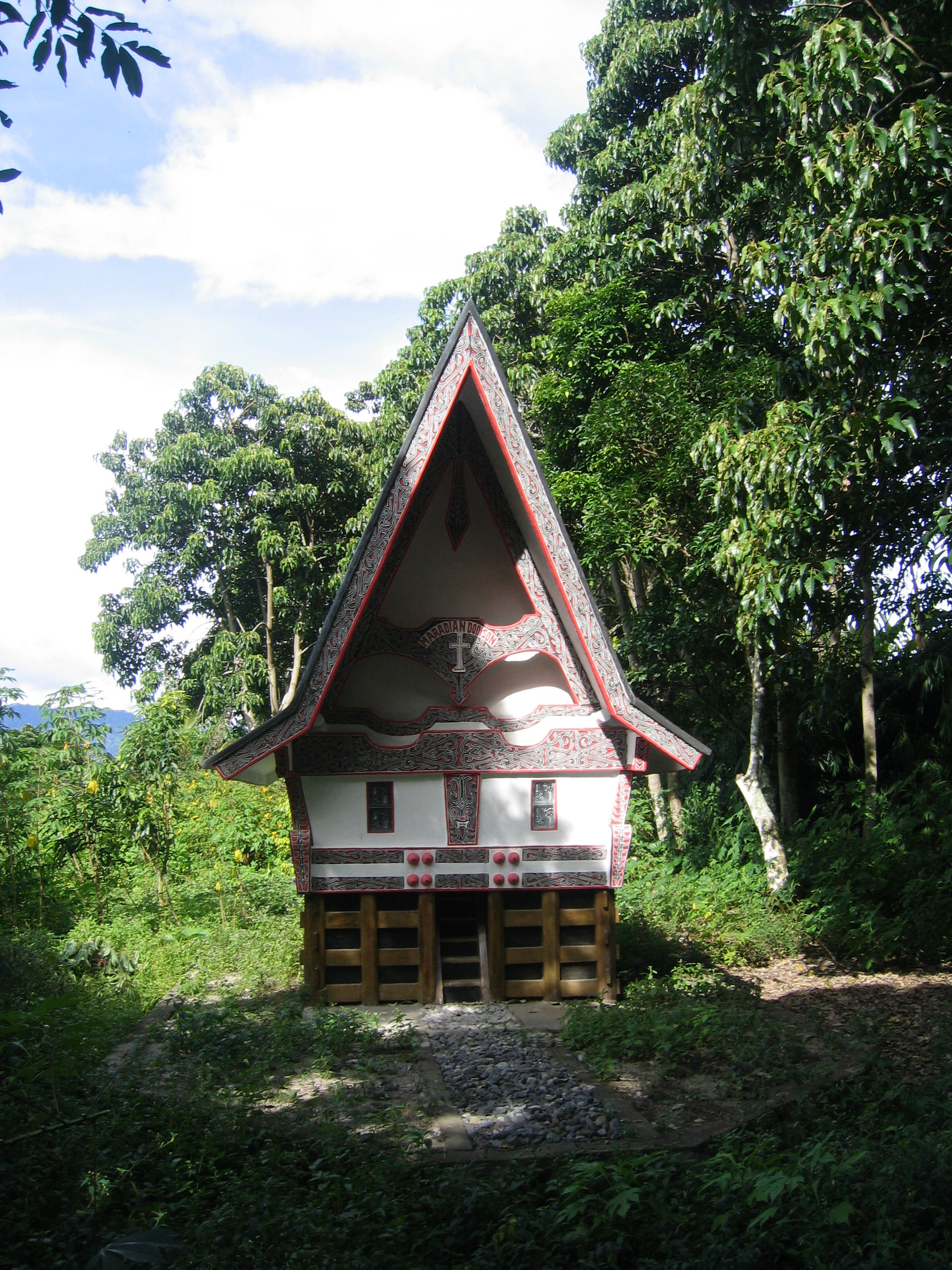
Ahnenhaus der Toba-Batak
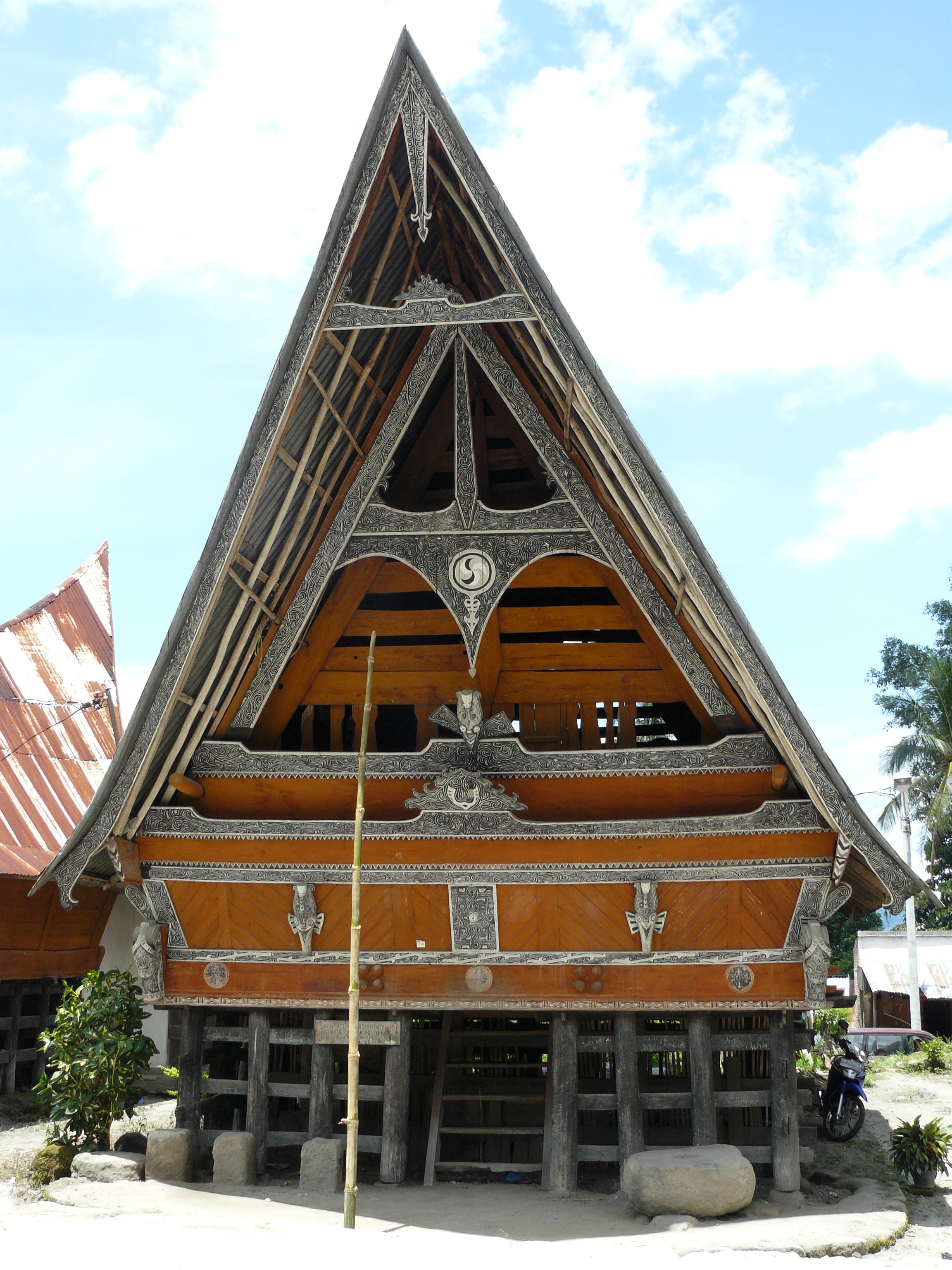
Traditionelles Batak-Haus
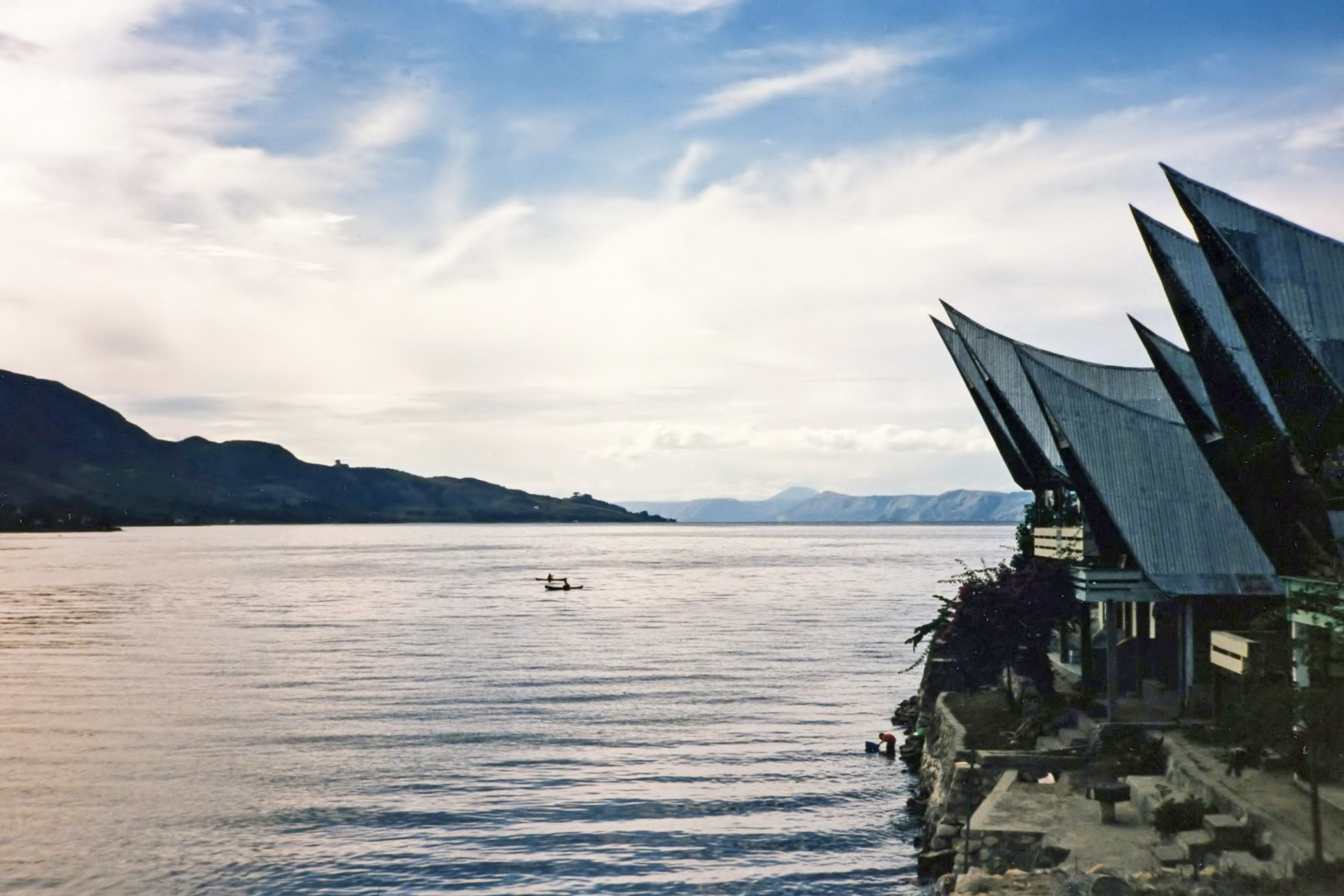
Tobasee von Samosir
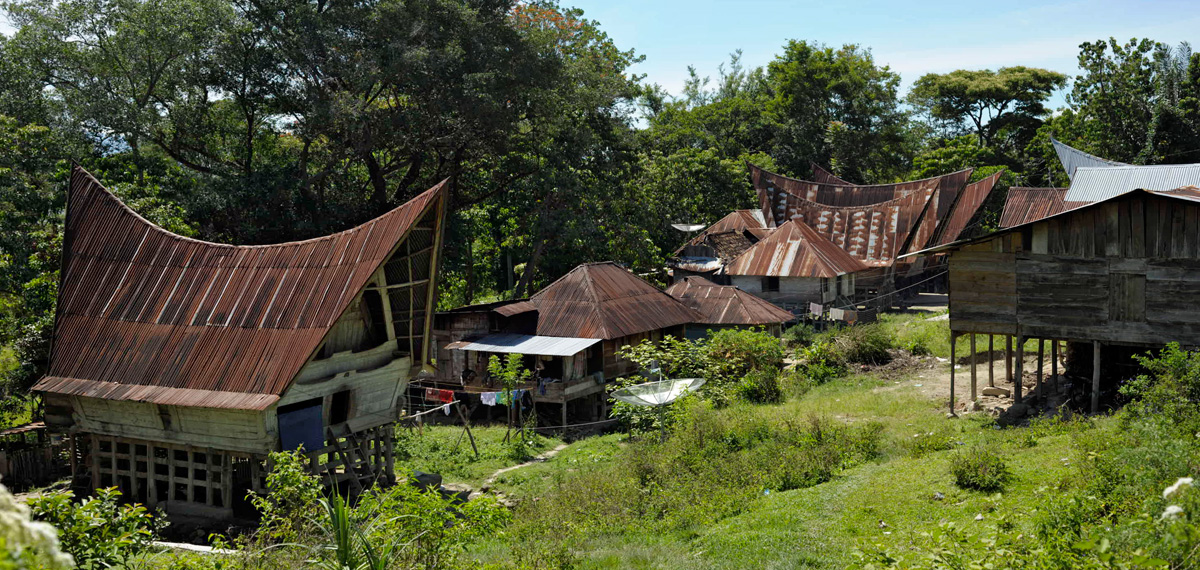
Batak-Dorf
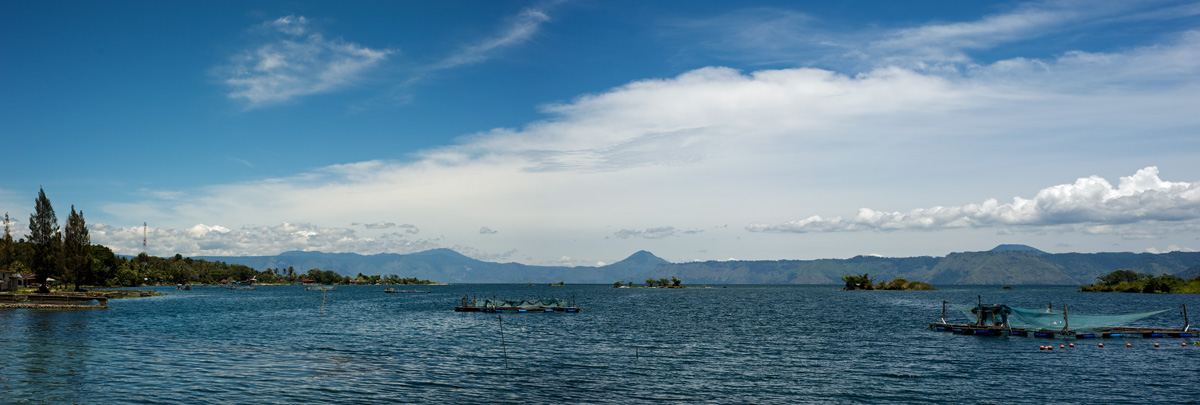
Lake Toba von Simanindo aus gesehen

## Historische Bilder
Das Tropenmuseum in Amsterdam stellte Wikimedia Commons im Rahmen einer Zusammenarbeit eine Vielzahl historischer Fotos von Samosir zur Verfügung.

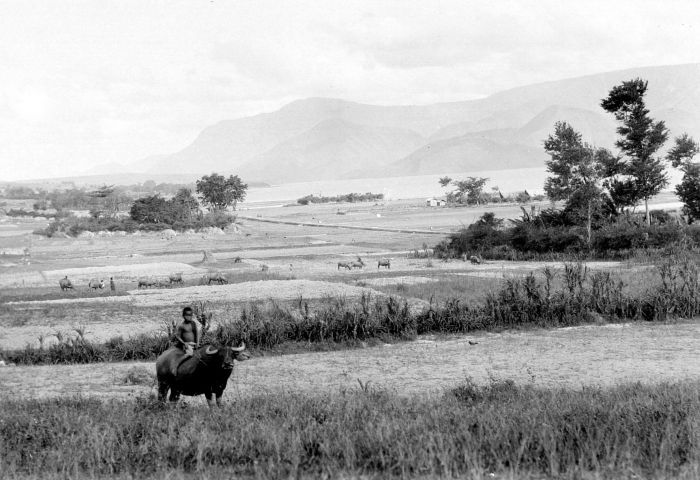
Landschaft bei Bangururan (1914/19)
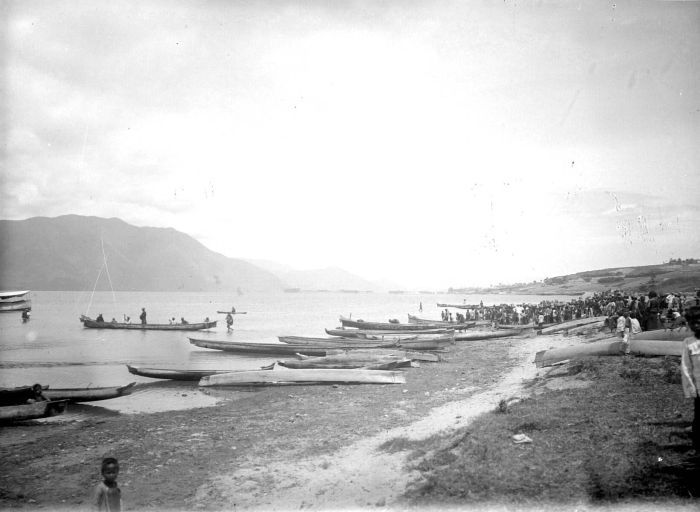
Markt und Küste bei Nainggolan (1925)
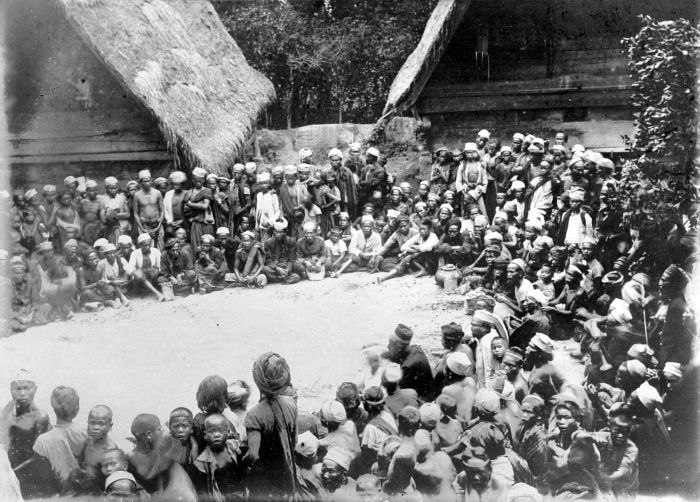
Versammlung in Urat (1906)
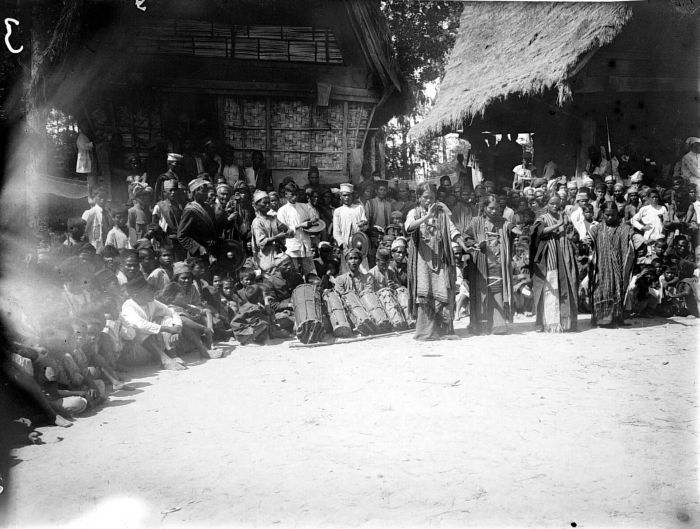
Frauen tanzen auf dem Dorfplatz (Jahr unbekannt)